# Vápenný potok (přítok Krížneho potoka)
Vápenný potok (starší německý název Kalkgrund) je potok 5. řádu na Spiši, zčásti v katastrálním území města Podolínec (okres Stará Ľubovňa) a zčásti na území obce Toporec (okres Kežmarok). Je to pravostranný přítok Krížného potoka a měří 1,2 km.
Pramení pod vrchem Špičiak v nadmořské výšce 815 m, nejprve teče východním směrem dolinou, která je nazývána Regner. Tato dolina je zalesněná. Vápenný potok nemá významnější přítoky. Přibližně 5 km severně od centra města Podolínec se v nadmořské výšce 715 m vlévá do Krížného potoka. Souřadnice jeho ústí jsou 49 ° 17'59, 09 "severní geografické šířky a 20 ° 30'32, 97" východní geografické délky.